# Meridiano 66 W
O meridiano 66 W é um meridiano que, partindo do Polo Norte, atravessa o Oceano Ártico, América do Norte, Oceano Atlântico, Mar do Caribe, América do Sul, Oceano Antártico, Antártida e chega ao Polo Sul. Forma um círculo máximo com o Meridiano 114 E.
Começando no Polo Norte, o meridiano 66º Oeste tem os seguintes cruzamentos:
| País, território ou mar | Notas |
| ----------------------- | --- |
| Oceano Ártico           | |
| Mar de Lincoln          | |
| Canadá                  | Nunavut - Ilha Ellesmere |
| Estreito de Nares       | |
| Gronelândia             | |
| Estreito de Nares       | Bacia de Kane |
| Gronelândia             | |
| Baía de Baffin          | |
| Estreito de Davis       | |
| Canadá                  | Nunavut - Ilha de Baffin - Península Cumberland |
| Estreito de Davis       | Enseada de Cumberland |
| Canadá                  | Nunavut - Ilha de Baffin - Península Hall |
| Baía de Frobisher       | |
| Canadá                  | Nunavut - Ilha de Baffin - Península Meta Incognita                                                                                                 |
| Estreito de Hudson      | |
| Baía de Ungava          | |
| Canadá                  | Quebec Labrador, Terra Nova e Labrador Quebec |
| Golfo de São Lourenço   | |
| Canadá                  | Península de Gaspé, Quebec |
| Baía de Chaleurs        | |
| Canadá                  | Nova Brunswick |
| Baía de Fundy           | |
| Canadá                  | Nova Escócia |
| Oceano Atlântico        | |
| Porto Rico              | Passa no leste da ilha |
| Mar do Caribe           | Passa a leste da ilha La Orchila, Venezuela |
| Venezuela               | centro do país |
| Brasil                  | Amazonas Rondônia |
| Bolívia                 | oeste, próximo a Cochabamba |
| Argentina               | próximo a Catamarca |
| Oceano Atlântico        | Golfo de São Jorge |
| Argentina               | |
| Oceano Atlântico        | |
| Argentina               | Ilha Grande da Terra do Fogo |
| Oceano Atlântico        | |
| Oceano Antártico        | |
| Antártida               | Ilha Renauld -reclamada pelo Chile, Argentina e Reino Unido                                                                                         |
| Oceano Antártico        | |
| Antártida               | Território reivindicado pela Argentina (Antártida Argentina), Chile (Província da Antártida Chilena) e Reino Unido (Território Antártico Britânico) |